# 自由黨 (日本1881年)
自由黨（1881年），是由板垣退助以前国会期成同盟为核心創立的政黨，是日本自由民权运动的核心。

## 背景
1871年废藩置县后，幕藩体制倒台，然而薩長藩閥仍旧把持着日本的政治，日本的自由主义者则寻求建立君主立宪体制，板垣退助就是其中最负盛名的一位。板垣退助在会津战争（倒幕运动的一部分）中立下了战功，并积极参加了废藩置县。他在1874年组织建立了日本第一个政党爱国公党，并在1875年成为议员。
1875年10月，板垣助退因对政策不满而辞职，此后他积极参加民权运动。与此同时，植木枝胜重新整合了爱国社并且于几个地方立宪派结社合并为国会期成同盟，成为了国会开设请愿运动的中流砥柱。1881年，明治天皇頒佈國會開設詔書，国会期成同盟任务完成，自行解散。

## 历史
1881年，板垣助退以国会期成同盟为基础结成了日本自由党为党首（总理）的日本自由党，以《自由新闻》为机关报。以扩张公民权利、废除藩阀政府和建立君主立宪为纲领。
时任大藏大臣的松方正義的通貨緊縮政策导致出口贸易受阻，贫农利益受到损害，部分激进分子加入了脱离中央政府控制的社会运动，导致当局对自由党愈加不满。1884年板垣助退出国后，党内矛盾不断激化，最终在10月解散。